# Swish Swish
Swish Swish is een nummer van de Amerikaanse zangeres Katy Perry uit 2017, in samenwerking Trinidadiaans-Amerikaanse rapster Nicki Minaj. Het is de derde single van Perry's vijfde studioalbum Witness.
Het nummer bevat een sample uit "I Get Deep" van Roland Clark. In de tekst richt Perry zich tot haar criticasters, en gebruikt ze allerlei basketbaltermen. Volgens diverse media is de plaat een antwoordlied op Bad Blood van Taylor Swift uit 2015, wat vermoedelijk over Perry ging. "Swish Swish" werd in diverse landen een (bescheiden) hit. Het bereikte de 46e positie in de Amerikaanse Billboard Hot 100. Meer succes kende het in de Nederlandse Top 40 met een 28e positie. In Vlaanderen moest het nummer het echter met een 3e positie in de Tipparade stellen.